# 市谷長延寺町
市谷長延寺町（いちがやちょうえんじまち）は、東京都新宿区の町名。「丁目」の設定のない単独町名である。住居表示未実施。

## 地理
新宿区の東部に位置する。町域の東部は、市谷砂土原町に、南部から西部は市谷左内町に接し、北側の一部は市谷鷹匠町に接する（地名はいずれも新宿区）市ケ谷駅の西側の一角、左内坂東側の崖下にあたる。都営長延寺アパート、大日本印刷の施設、少数の住宅からなっている。

## 歴史

### 地名の由来
地名は当地に長延寺という寺院があったことにちなんでいる。この寺院は明治中頃に杉並区和田に転出し、現在跡地は都営長延寺アパートになっている。

## 世帯数と人口
2025年（令和7年）3月1日現在（新宿区発表）の世帯数と人口は以下の通りである。
- 世帯数 : 70世帯
- 人口 : 91人

### 人口の変遷
国勢調査による人口の推移。
| 年                 | 人口 |
| ------------------ | ---- |
| 1995年（平成7年）  | 284  |
| 2000年（平成12年） | 243  |
| 2005年（平成17年） | 221  |
| 2010年（平成22年） | 165  |
| 2015年（平成27年） | 154  |
| 2020年（令和2年）  | 125  |

### 世帯数の変遷
国勢調査による世帯数の推移。
| 年                 | 世帯数 |
| ------------------ | ------ |
| 1995年（平成7年）  | 132    |
| 2000年（平成12年） | 138    |
| 2005年（平成17年） | 133    |
| 2010年（平成22年） | 111    |
| 2015年（平成27年） | 111    |
| 2020年（令和2年）  | 89     |

## 学区
区立小・中学校に通う場合、学区は以下の通りとなる（2018年8月時点）。
- 区域 : 全域
  - 小学校 : 新宿区立愛日小学校
  - 中学校 : 新宿区立牛込第三中学校

## 交通
町域内に鉄道は通っていないが、市ケ谷駅が至近にあり利用できる。

## 事業所
2021年（令和3年）現在の経済センサス調査による事業所数と従業員数は以下の通りである。
- 事業所数 : 4事業所
- 従業員数 : 42人

### 事業者数の変遷
経済センサスによる事業所数の推移。
| 年                 | 事業者数 |
| ------------------ | -------- |
| 2016年（平成28年） | 5        |
| 2021年（令和3年）  | 4        |

### 従業員数の変遷
経済センサスによる従業員数の推移。
| 年                 | 従業員数 |
| ------------------ | -------- |
| 2016年（平成28年） | 15       |
| 2021年（令和3年）  | 42       |

## 施設
- 都営長延寺アパート

## その他

### 日本郵便
- 郵便番号 : 162-0847[3]（集配局 : 牛込郵便局[15]）。